# 海援隊 (フォークグループ)
海援隊（かいえんたい、英語: KAIENTAI）は、日本の男性3人組フォークバンド。1971年結成。所属芸能事務所はネクストワン。所属レコード会社はユニバーサルミュージックジャパンで、レーベルはUSM JAPAN。
坂本龍馬の大ファンである武田鉄矢が海援隊から名付けた。

## メンバー
| 名前       | パート                                   | 生年月日               | 出身地       |
| ---------- | ---------------------------------------- | ---------------------- | ------------ |
| 武田鉄矢   | ボーカル、パーカッション、作詞           | 1949年4月11日（75歳）  | 福岡県福岡市 |
| 中牟田俊男 | サイドギター、ボーカル、作詞、作曲、編曲 | 1949年7月21日（75歳）  | 福岡県福岡市 |
| 千葉和臣   | リードギター、ボーカル、作曲、編曲       | 1951年12月24日（73歳） | 東京都       |

## 来歴
中牟田が高校の同級生であった武田（ギターを弾けなかったので乗り気ではなかった）を誘ったのが始まりで、ギターにもう一人の同級生の野田を入れて3人で活動した。当時のレパートリーは、「坊や大きくならないで」「イムジン河」「山谷ブルース」「愛なき世界」。当初のバンド名は「ヤング・ラディーズ」。この頃からステージ上での武田のしゃべりも評価されており、久留米（電車で1時間かかる）から弁当持参で子供連れの主婦が見に来るほどだった。
あるとき、山本良樹（「ヴィレッジ・ボイス」で活躍）に住所録を作るからバンド名を教えてと言われたときに、武田がとっさに、「海援隊という名前にします（他の2人は承知していなかった）」と、半ば強引に改名した。
その後野田が抜け、ドラムに上田雅利、室田元好、甲斐田ひろしの5人編成になり、電気楽器を持ってロックバンドになる。ライブ喫茶「照和」（武田も同店の店員であった）に出演し、ブルーズロック／ハードロックを演奏していた。この頃はメンバーが集まって、夜遅くまで「唄に何ができるか」「唄に力があるのか」など討論していた。この頃見た岡林信康のステージに衝撃を受けた。「一人ぼっちの軍隊」の詞はこの頃から存在していた。武田鉄矢はジャックスの早川義夫の影響を強く受けていた。URC日本フォーク地図の福岡（山本良樹率いる「ヴィレッジ・ボイス」）の音源にも1曲参加した。
5人編成で3年間活動したが、音楽的衝突や、就職のこともあり、1971年秋に海援隊は解散する。上田（後にチューリップに引き抜かれて脱退）は新バンドへ、室田は就職、甲斐田はロックへ、中牟田はロックに疲れて去っていく。
その後、別のバンド「ライラック」（後にチューリップに入る姫野達也がいた）で活動していた千葉（当初は武田が毛嫌いしていたが、武田が詩をプレゼントして、彼らが曲をつけて歌ったりしていた）が、武田家に別の友人と失恋の痛みで訪れ、武田家総動員で励まされたため、数日後「迷惑をかけた」と詫びに来た際に、後から中牟田も現れ、お互いの近況を話す中で、もう一度3人編成の海援隊をやることになった。武田のホームページでは、この時をもって海援隊結成としている。この頃は千葉の提案もあり、クロスビー、スティルス、ナッシュ&ヤングの「Teach Your Children」等を演奏していた。福岡市中央区天神の須崎公園でも演奏していた。
この頃また「照和」にも出演するようになり、アンドレ・カンドレ時代の井上陽水のステージも見る。
1972年春、チューリップがデビューしたことに衝撃を受けた頃に、野外のフォークコンサートで泉谷しげるに出会う。その泉谷しげるのステージを見て衝撃を受け、自分たちも福岡を出て東京に行きたいという思いが強くなる。泉谷からホテルに呼びつけられ、その場で「エレックレコードからデビューしろ」と言われ、「まだ迷ってまして、レコード会社も色々選んで、すぐには福岡からは離れられませんので…」などあいまいな返事をしたところで、「お前ら、そんなに俺が信用できないのか！」と一喝され、その場の勢いで「はい、わかりました」と返事をしたところで、海援隊のデビューは決まった。なお、なぎら健壱によると、泉谷より先に「東京に来てデビューしなよ」と助言したと言う。1972年4月に福岡でコンサートをしたときの前座で海援隊が出ており、その際に素人離れしたステージの上手さに感動し、誘ったそうだが、武田は覚えていなかったが、他の千葉、中牟田は覚えていた。
1972年にアルバム『海援隊がゆく』でエレックレコードからデビューする。収録曲「風は春風」では泉谷しげるが乱入している。「ほととぎす」は井上陽水が曲を提供した。2枚目のアルバム『望郷篇』（1973年）発売後に収録曲「母に捧げるバラード」の評判がよく、1973年末に新たに録音し直したものをシングルとしてリリースしヒットした。3枚目のアルバム『風雲篇』（1974年）を最後にテイチクレコードに移籍する。1974年大晦日には『NHK紅白歌合戦』（NHK総合・ラジオ第1、#NHK紅白歌合戦出場歴参照）に「母に捧げるバラード」で出場した。
その後しばらく低迷し、海援隊にとっては冬の時代を迎える。コンサートは客がおらずガラガラ、設立した事務所も社員に払う給料がなく、キャバレーで酔っ払い相手に歌ったりする。武田は「母に捧げるバラード」で得た印税による蓄えも尽き、妻の収入に頼るという辛い日々を過ごす。1975年の大晦日は武田は妻と居酒屋で皿洗いをしていた。ちなみに当時、中牟田俊男の自宅の近所に暮らしていた貧乏仲間が小倉智昭だった。この時期、テイチクのブラックレーベルからアルバム『漂泊浪漫』『心をこめて回天篇』、ライヴアルバム『廻り舞台篇』をリリースしている。ブラックレーベル時代のアルバムは1970年代フォークの佳作として知られ、音楽的な質も高いが、公式ページのプロフィールでは在籍したことについて言及されていない。
1977年に海援隊の実情を知った谷村新司の紹介でヤングジャパングループに事務所を移籍。シングル「あんたが大将」をリリースしヒット。海援隊は突如として再び注目され始める。この頃、大日本除虫菊のゴキブリ向け殺虫剤「コックローチS」のCMに、3人揃ってゴキブリの着ぐるみで出演している。
1978年にポリドールに移籍する。アルバム『堕落編』には「ダラクロン」「故郷未だ忘れ難く」「思えば遠くへ来たもんだ」などが収録されている。その後、武田主演のTBSドラマ『3年B組金八先生』のヒットで主題歌の「贈る言葉」（1979年）がミリオンセラーとなり、この曲は1980年代以降の卒業式には欠かせない定番ともなっている。
1980年のアルバム『誰もいないからそこを歩く』には「人として」や、エレック時代の先輩・生田敬太郎のカヴァー曲も収録されている。アルバム『ようやく解りかけてきた』『だからひとりになる』を1982年にリリースしている。ほかに『一場春夢』（1980年）、『始末記』（1982年）、『ラストライブ』（1983年）、また解散後に『回想録』（1986年）などのライヴアルバムも出した。映画『俺とあいつの物語』のテーマ曲「恋不思議」（1981年）や『えきすとら』のテーマ曲「えきすとら」（1982年）もシングルとしてリリースしていた。

## 解散とその後
『AERA』の「現代の肖像」などによると、もともと坂本竜馬の死んだ年齢（33歳）まで続けて解散する予定だった。その公言通り、武田と中牟田が33歳の年である1982年12月19日にラストライブを日本武道館開催し解散した。その後テレビ番組で何度か一夜限りの再結成をしていたが、1993年4月10日の「ドリームライブ in 福岡ドーム」での再結成ステージを経て、翌1994年に正式に、再結成。現在も『3年B組金八先生』をはじめとする武田が主演を務めるドラマの主題歌を中心にシングルやアルバムをリリースし、1990年代には映画ドラえもんへの曲提供やTV出演やライヴ活動などを行っている。また、海援隊が一時解散期に武田がソロ名義でシングルリリースした「声援」は歴代の『金八先生』主題歌で唯一の武田がソロ名義での金八主題歌だが、作曲は中牟田が担当していて、現在でも海援隊のライブで披露されている。武田自身は「贈る言葉」以前の海援隊はコミックバンドだったと自著で回想している。
現在では東日本大震災の被災地をたびたび訪れているが、武田は「震災前は二本松市から北でコンサートを開いたことが無かった」と話している。

## 作品

### シングル
| #   | 発売日         | タイトル           | 規格              | 規格品番 | オリコン | 初収録アルバム |
| --- | -------------- | ------------------ | ----------------- | -------- | -------- | -------------- |
| 1st | 1973年8月25日  | 恋挽歌             | 7インチシングル盤 | EB-1011  | -        | 望郷篇         |
| 2nd | 1973年12月10日 | 母に捧げるバラード | 7インチシングル盤 | EB-1016  | 10位     | 望郷篇         |
| 3rd | 1974年4月10日  | 故郷未だ忘れ難く   | 7インチシングル盤 | EB-1021  | -        | 望郷篇         |
| 4th | 1974年9月10日  | 節子への手紙       | 7インチシングル盤 | EB-1029  | -        | 風雲篇         |
| 5th | 1975年1月25日  | 心を石に           | 7インチシングル盤 | EB-1035  | -        | 風雲篇         |

| #    | 発売日         | タイトル           | 規格              | 規格品番 | オリコン | 初収録アルバム                                        |
| ---- | -------------- | ------------------ | ----------------- | -------- | -------- | ----------------------------------------------------- |
| 6th  | 1975年8月25日  | 漂泊浪漫           | 7インチシングル盤 | B-42     | -        | 漂泊浪漫                                              |
| 7th  | 1976年9月25日  | おやじ             | 7インチシングル盤 | BC-1012  | -        | 心をこめて回天篇                                      |
| 8th  | 1977年1月25日  | あんたが大将       | 7インチシングル盤 | BC-1020  | 40位     | 心をこめて回天篇                                      |
| 9th  | 1977年6月25日  | 昭和けんかロック   | 7インチシングル盤 | BC-1027  | -        | 海援隊ベスト・コレクション～漂泊浪漫/心をこめて回天篇 |
| 10th | 1977年10月25日 | 母に捧げるバラード | 7インチシングル盤 | BC-1035  | -        | -                                                     |

| #    | 発売日         | タイトル               | 規格              | 規格品番   | オリコン | 初収録アルバム           |
| ---- | -------------- | ---------------------- | ----------------- | ---------- | -------- | ------------------------ |
| 11th | 1978年4月1日   | 思い出が手を振る       | 7インチシングル盤 | DR-6189    | 56位     | 航海誌                   |
| 12th | 1978年9月21日  | 思えば遠くへ来たもんだ | 7インチシングル盤 | DR-6230    | -        | 堕落編                   |
| 13th | 1979年7月1日   | JODAN JODAN            | 7インチシングル盤 | DR-6325    | 86位     | 倭人傳                   |
| 14th | 1979年11月1日  | 贈る言葉               | 7インチシングル盤 | DR-6370    | 1位      | 倭人傳                   |
| 15th | 1980年6月21日  | 心のかたち             | 7インチシングル盤 | DR-6423    | -        | 12の風景                 |
| 16th | 1980年8月5日   | 思えば遠くへ来たもんだ | 7インチシングル盤 | DR-6439    | -        | 12の風景                 |
| 17th | 1980年11月5日  | 人として               | 7インチシングル盤 | 7DX-1025   | 25位     | 誰もいないからそこを歩く |
| 18th | 1981年1月1日   | 恋不思議               | 7インチシングル盤 | 7DX-2003   | 64位     | 12の風景                 |
| 19th | 1982年3月25日  | こらえちゃっときない   | 7インチシングル盤 | 7DX-2014   | -        | ようやく解りかけてきた   |
| 20th | 1982年7月25日  | えきすとら             | 7インチシングル盤 | 7DX-2021   | -        | だからひとりになる       |
| 21st | 1982年9月25日  | 遥かなる人             | 7インチシングル盤 | 7DX-2023   | -        | だからひとりになる       |
| 22nd | 1982年10月25日 | 心が風邪をひいたようで | 7インチシングル盤 | 7DX-2025   | -        | ようやく解りかけてきた   |
| 23rd | 1983年4月25日  | 贈る言葉               | 7インチシングル盤 | 7DX-2039   | -        | 海援隊 全曲集            |
| 23rd | 1989年10月1日  | 贈る言葉               | 8cm CD            | H13P-37020 | -        | 海援隊 全曲集            |

| #    | 発売日        | タイトル        | 規格   | 規格品番 | オリコン | 初収録アルバム  |
| ---- | ------------- | --------------- | ------ | -------- | -------- | --------------- |
| 24th | 1992年3月18日 | あんたが大将'92 | 8cm CD | TEDN-207 | -        | あんたが大将'92 |

| #    | 発売日         | タイトル           | 規格    | 規格品番  | オリコン | 初収録アルバム     |
| ---- | -------------- | ------------------ | ------- | --------- | -------- | ------------------ |
| 25th | 1995年11月8日  | スタートライン     | 8cm CD  | PODH-1290 | 28位     | 涙、自ら拭い去る時 |
| 26th | 1997年10月1日  | ライスカレー       | 8cm CD  | PODH-1377 | -        | 朱夏を過ぎて白秋へ |
| 27th | 1999年1月1日   | 母に捧げるバラード | 8cm CD  | PODH-1464 | -        | 海援隊 全曲集      |
| 28th | 1999年6月2日   | エレジー           | 8cm CD  | PODH-1479 | -        | 朱夏を過ぎて白秋へ |
| 28th | 1999年11月17日 | 新しい人へ         | 8cm CD  | PODH-1511 | 44位     | 朱夏を過ぎて白秋へ |
| 29th | 2001年11月14日 | まっすぐの唄       | 12cm CD | UPCH-5063 | 36位     | 朱夏を過ぎて白秋へ |

| #    | 発売日        | タイトル       | 規格    | 規格品番  | オリコン | 初収録アルバム                           |
| ---- | ------------- | -------------- | ------- | --------- | -------- | ---------------------------------------- |
| 30th | 2004年12月8日 | 初恋のいた場所 | 12cm CD | UPCH-5285 | 24位     | 去華就実～花散りて次に葉茂り実をむすぶ～ |

| #    | 発売日        | タイトル         | 規格    | 規格品番   | オリコン | 初収録アルバム                           |
| ---- | ------------- | ---------------- | ------- | ---------- | -------- | ---------------------------------------- |
| 31st | 2007年5月30日 | 早春諳           | 12cm CD | UPCH-80021 | 170位    | 去華就実～花散りて次に葉茂り実をむすぶ～ |
| 32nd | 2007年12月5日 | いつか見た青い空 | 12cm CD | UPCH-80053 | 71位     | 去華就実～花散りて次に葉茂り実をむすぶ～ |
| 33rd | 2009年4月15日 | 早春諳           | 12cm CD | UPCH-80117 | 189位    | 去華就実～花散りて次に葉茂り実をむすぶ～ |

### オリジナル・アルバム
| #   | 発売日         | タイトル     | 規格 | 規格品番             | オリコン |
| --- | -------------- | ------------ | ---- | -------------------- | -------- |
| 1st | 1972年10月25日 | 海援隊がゆく | LP盤 | ELEC-2011            | -        |
| 1st | 1992年11月20日 | 海援隊がゆく | CD   | FLCF-22189（再発盤） | -        |
| 1st | 2006年6月21日  | 海援隊がゆく | CD   | VPCC-84560（再発盤） | -        |
| 2nd | 1973年10月25日 | 望郷篇       | LP盤 | ELEC-2022            | 54位     |
| 2nd | 1992年11月20日 | 望郷篇       | CD   | FLCF-22190（再発盤） | -        |
| 2nd | 2006年6月21日  | 望郷篇       | CD   | VPCC-84561（再発盤） | -        |
| 2nd | 2013年6月26日  | 望郷篇       | CD   | WPCL-11482（再発盤） | -        |
| 3rd | 1974年9月10日  | 風雲篇       | LP盤 | ELEC-2031            | 77位     |
| 3rd | 1992年11月20日 | 風雲篇       | CD   | FLCF-22191（再発盤） | -        |
| 3rd | 2006年7月26日  | 風雲篇       | CD   | VPCC-84566（再発盤） | -        |

| #    | 発売日         | タイトル                                 | 規格    | 規格品番                    | オリコン |
| ---- | -------------- | ---------------------------------------- | ------- | --------------------------- | -------- |
| 4th  | 1975年8月25日  | 漂泊浪漫                                 | LP盤    | BAL-1002                    | -        |
| 5th  | 1976年12月20日 | 心をこめて回天篇                         | LP盤    | BBL-2006                    | -        |
| 6th  | 1978年11月21日 | 墜落編                                   | LP盤    | MR-3146                     | -        |
| 6th  | 1994年6月1日   | 墜落編                                   | CD      | POCH-1355（再発盤）         | -        |
| 6th  | 2002年12月11日 | 墜落編                                   | CD      | UPCH-3006（再発盤）         | -        |
| 7th  | 1979年12月1日  | 倭人傳                                   | LP盤    | MR-3191                     | 9位      |
| 7th  | 1989年12月21日 | 倭人傳                                   | CD      | H00P-20369（再発盤）        | -        |
| 7th  | 2002年12月11日 | 倭人傳                                   | CD      | UPCH-3007（再発盤）         | -        |
| 8th  | 1980年12月10日 | 誰もいないからそこを歩く                 | LP盤    | 28MX-2005                   | 54位     |
| 8th  | 1989年12月21日 | 誰もいないからそこを歩く                 | CD      | H00P-20370（再発盤）        | -        |
| 8th  | 2002年12月11日 | 誰もいないからそこを歩く                 | CD      | UPCH-3010（再発盤）         | -        |
| 9th  | 1982年4月1日   | ようやく解りかけてきた                   | LP盤    | 28MX-2035                   | 65位     |
| 9th  | 1989年12月21日 | ようやく解りかけてきた                   | CD      | H00P-20371（再発盤）        | -        |
| 9th  | 2002年12月11日 | ようやく解りかけてきた                   | CD      | UPCH-3011（再発盤）         | -        |
| 10th | 1982年10月25日 | だから ひとりになる                      | LP盤    | 28MX-2045                   | 82位     |
| 10th | 1989年12月21日 | だから ひとりになる                      | CD      | H00P-20372（再発盤）        | -        |
| 10th | 2002年12月11日 | だから ひとりになる                      | CD      | UPCH-3013（再発盤）         | -        |
| 11th | 1992年3月18日  | あんたが大将'92                          | CD      | TECN-28152                  | -        |
| 12th | 1996年3月20日  | 涙、自ら拭い去る時                       | CD      | POCH-1552                   | -        |
| 13th | 2001年12月21日 | 朱夏を過ぎて白秋へ                       | CD      | UPCH-1133                   | -        |
| 14th | 2014年10月8日  | 去華就実〜花散りて次に葉茂り実をむすぶ〜 | 2SHM-CD | UICZ-4308/9（デラックス盤） | 138位    |
| 14th | 2014年10月8日  | 去華就実〜花散りて次に葉茂り実をむすぶ〜 | SHM-CD  | UICZ-4310（通常盤）         | 138位    |

### ライブ・アルバム
| #   | 発売日         | タイトル                             | 規格  | 規格品番                | オリコン |
| --- | -------------- | ------------------------------------ | ----- | ----------------------- | -------- |
| 1st | 1976年1月25日  | 廻り舞台篇～海援隊ライブ序           | LP盤  | BAL-1007                | -        |
| 2nd | 1980年5月1日   | 一場春夢                             | 2LP盤 | MRA-9652/3              | 13位     |
| 2nd | 1994年6月1日   | 一場春夢                             | 2CD   | POCH-1356/7（再発盤）   | -        |
| 2nd | 2002年12月11日 | 一場春夢                             | 2CD   | UPCH-3008/9（再発盤）   | -        |
| 3rd | 1980年5月25日  | 海援隊ライヴ・アンコール〜廻り舞台〜 | 2LP盤 | JUP-2001/2              | -        |
| 3rd | 2002年12月4日  | 海援隊ライヴ・アンコール〜廻り舞台〜 | 2CD   | TECN-30849/50（再発盤） | -        |
| 4th | 1982年11月25日 | 始末記                               | 2LP盤 | 40MX-2051/2             | 66位     |
| 4th | 2002年12月11日 | 始末記                               | 2CD   | UPCH-3018/9（再発盤）   | -        |
| 5th | 1983年11月25日 | ラストライブ                         | 2LP盤 | 40MX-2075/6             | -        |
| 5th | 2002年12月11日 | ラストライブ                         | 2CD   | UPCH-3020/1（再発盤）   | -        |
| 6th | 1986年12月21日 | 回想録                               | CD    | H33P-20130              | -        |
| 7th | 2001年10月24日 | Acoustic Live 〜君の住む町へ〜       | CD    | UPCH-1106               | -        |

### ベスト・アルバム
| #    | 発売日         | タイトル                                           | 規格   | 規格品番                | オリコン |
| ---- | -------------- | -------------------------------------------------- | ------ | ----------------------- | -------- |
| 1st  | 1982年7月1日   | 12の風景                                           | LP盤   | 28MX-2042               | -        |
| 2nd  | 1983年1月1日   | 航海誌                                             | 2LP盤  | 50MX-2054/5             | 64位     |
| 3rd  | 1984年10月1日  | 海援隊EPILOGUE                                     | LP盤   | 35MX-1190               | -        |
| 4th  | 1988年11月25日 | 海援隊 全曲集                                      | CD     | H32P-20295              | -        |
| 5th  | 1990年3月21日  | 海援隊                                             | CD     | FLCF-29056              | -        |
| 6th  | 1993年11月1日  | 海援隊/贈る言葉                                    | CD     | POCH-1280               | -        |
| 7th  | 1994年12月1日  | 全曲集                                             | CD     | POCH-1441               | -        |
| 8th  | 1998年7月18日  | BEST〜エレック・イヤーズ〜                         | CD     | FLCF-3722               | -        |
| 9th  | 1999年11月21日 | 海援隊 全曲集                                      | CD     | POCH-1115               | -        |
| 10th | 2004年9月1日   | 海援隊 定番ベスト                                  | CD     | TECE-1031               | -        |
| 11th | 2008年2月27日  | ベストアルバム                                     | 2CD    | GNCL-1284               | -        |
| 12th | 2009年9月23日  | テイチク ミリオンシリーズ 海援隊                   | CD     | TECE-1070               | -        |
| 13th | 2011年3月16日  | 海援隊 ゴールデン☆ベスト〜エレック・セレクション〜 | 2CD    | PCCA-03370              | -        |
| 14th | 2011年4月6日   | 海援隊 ゴールデン★ベスト                           | CD     | TECI-9015               | -        |
| 15th | 2014年2月26日  | ゴールデン☆ベスト 海援隊                           | CD     | WPCL-11630              | -        |
| 16th | 2016年10月5日  | BEST SELECTION                                     | SHM-CD | UPCY-9520（生産限定盤） | -        |
| 17th | 2018年3月21日  | エッセンシャル・ベスト 1200 海援隊                 | CD     | UPCY-7503               | -        |

### コンピレーション・アルバム
|     | 発売日        | タイトル                                              | 規格   | 規格品番      | オリコン |
| --- | ------------- | ----------------------------------------------------- | ------ | ------------- | -------- |
| 1st | 1995年3月1日  | ドラえもん映画主題歌集                                | CD     | POCH-1489     | -        |
| 2nd | 2002年12月4日 | 海援隊ベスト・コレクション〜漂泊浪漫/心をこめて回天篇 | 2CD    | TECN-30849/50 | -        |
| 3rd | 2005年2月9日  | 光陰矢のごとし-3年B組金八先生主題歌集-                | CD     | UPCH-1383     | 149位    |
| 4th | 2008年3月12日 | 3年B組金八先生主題歌集                                | CD+DVD | UPCH-20081    | 280位    |

### ミニ・アルバム
|     | 発売日        | タイトル            | 規格 | 規格品番  | オリコン |
| --- | ------------- | ------------------- | ---- | --------- | -------- |
| 1st | 1981年6月21日 | オリジナル・ベスト4 | EP盤 | 9KX-1005  | -        |
| 2nd | 1998年2月1日  | 祝、卒業            | CD   | POCH-1682 | -        |

### ボックス・セット
|     | 発売日        | タイトル             | 規格     | 規格品番   | オリコン |
| --- | ------------- | -------------------- | -------- | ---------- | -------- |
| 1st | 2011年4月13日 | 海援隊 POLYDOR YEARS | 16CD+DVD | UPCH-20230 | -        |

## タイアップ一覧
| 楽曲                   | タイアップ                                                                |
| ---------------------- | ------------------------------------------------------------------------- |
| 思えば遠くへ来たもんだ | 映画『思えば遠くへ来たもんだ』主題歌                                      |
| 肩より低く頭をたれて   | 映画『東京大空襲 ガラスのうさぎ』主題歌                                   |
| 贈る言葉               | TBS系『3年B組金八先生』主題歌                                             |
| 人として               | TBS系『3年B組金八先生』第2シリーズ主題歌                                  |
| 恋不思議               | 映画『俺とあいつの物語』主題歌                                            |
| えきすとら             | 映画『えきすとら』主題歌                                                  |
| さよならにさよなら     | 映画『ドラえもん のび太の創世日記』主題歌                                 |
| スタートライン         | TBS系『3年B組金八先生』第4シリーズ主題歌                                  |
| 帰ろう                 | 映画『プロゴルファー 織部金次郎3 〜飛べバーディー〜』主題歌               |
| 私のなかの銀河         | 映画『ドラえもん のび太の銀河超特急』主題歌                               |
| ライスカレー           | NHK総合 ドラマ新銀河『コラ!なんばしよっと3』主題歌                        |
| おつかれさま           | 映画『プロゴルファー 織部金次郎4 〜シャンク、シャンク、シャンク〜』主題歌 |
| エレジー（哀歌）       | テレビ朝日系サタデードラマ『プリズンホテル』挿入歌                        |
| 新しい人へ             | TBS系『3年B組金八先生』第5シリーズ主題歌                                  |
| あるがままに           | 映画『プロゴルファー 織部金次郎5 〜愛しのロストボール〜』主題歌           |
| まっすぐの唄           | TBS系『3年B組金八先生』第6シリーズ主題歌                                  |
| 初恋のいた場所         | TBS系『3年B組金八先生』第7シリーズ主題歌                                  |
| 早春譜                 | TBS系『夫婦道』主題歌                                                     |
| 早春譜                 | TBS系『続・夫婦道』主題歌                                                 |
| ビアンカの奇跡         | テレビ東京系『奥さまは外国人』エンディングテーマ                          |
| いつか見た青い空       | TBS系『3年B組金八先生』第8シリーズ主題歌                                  |

## 出演したテレビ番組
- ぼくらはハートで歌うんだ（1970年、RKB毎日）
- ヤング・インパルス（1972年-1973年ころ、テレビ神奈川）[8]
- 3年B組金八先生シリーズ（TBS、武田が主演。中牟田・千葉は複数の役で数度ゲスト出演）
- HEY!HEY!HEY! MUSIC CHAMP（1996年3月11日、フジテレビ）
- 女子刑務所東三号棟　第6話（2005年、TBS）
- NHK歌謡コンサート（2007年、2011年、NHK総合）
- 中居正広の金曜日のスマたちへ（2007年、TBS）
- きよしとこの夜（2007年、NHK総合）
- フォークの達人―海援隊（2007年、NHK BS2）
- 春うた2008（2008年、NHK総合）
- 情報プレゼンター とくダネ!「朝のヒットスタジオ」（2008年、フジテレビ）
- 徹子の部屋（テレビ朝日、番組主催のコンサートにも出演）

### NHK紅白歌合戦出場歴
| 年度/放送回               | 回 | 曲目               | 出演順 | 対戦相手   |
| ------------------------- | -- | ------------------ | ------ | ---------- |
| 1974年（昭和49年）/第25回 | 初 | 母に捧げるバラード | 10/25  | 和田アキ子 |
| 1980年（昭和55年）/第31回 | 2  | 贈る言葉           | 04/23  | 高田みづえ |
| 1993年（平成5年）/第44回  | 3  | 贈る言葉(2回目)    | 15/26  | 研ナオコ   |

注意点
- 曲名の後の（○回目）は紅白で披露された回数を表す。
- 出演順は「出演順/出場者数」で表す。